# Łykowicze
Łykowicze (biał. Лыкавічы, Łykawiczy; ros. Лыковичи, Łykowiczi) – wieś na Białorusi, w obwodzie grodzieńskim, w rejonie korelickim, w sielsowiecie Turzec.

## Historia
W dwudziestoleciu międzywojennym wieś i folwark leżące w Polsce, w województwie nowogródzkim, w powiecie stołpeckim, w gminie Jeremicze/Turzec. W 1921 wieś liczyła 429 mieszkańców, zamieszkałych w 73 budynkach, w tym 425 Białorusinów i 4 Polaków. 425 mieszkańców było wyznania prawosławnego i 4 rzymskokatolickiego. Folwark liczył zaś 12 mieszkańców, zamieszkałych w 1 budynku, wyłącznie Białorusinów wyznania prawosławnego.
Po II wojnie światowej w granicach Związku Sowieckiego. Od 1991 w niepodległej Białorusi.